# Dick Schoof
Hendrikus Wilhelmus Maria "Dick" Schoof  (nederländska: [ɦɛnˈdrikʏs ʋɪlˈɦɛlmʏs maˈrijaː dɪk sxoːf] ( lyssna)), född 8 mars 1957 i Santpoort, är en nederländsk politiker och tjänsteman som är Nederländernas premiärminister sedan den 2 juli 2024.
Schoof har tidigare haft olika toppositioner. Han var generaldirektör för immigrations- och naturalisationsverket (IND) från 1 december 1999 till 1 mars 2003 och nationell samordnare för säkerhet och bekämpning av terrorism mellan 2013 och 2018. Mellan 2018 och 2020 var han underrättelsechef.
I maj 2024 föreslogs Schoof som efterträdare till Mark Rutte på posten som Nederländernas premiärminister, och tillträdde 2 juli samma år. Han företräder till skillnad från de övriga statsråden inget enskilt parti – de fyra partier som ingår i mitten-höger-koalitionen kom överens om att deras respektive partiledare inte skulle ingå i regeringen och att Schoof i stället skulle bli premiärminister. Schoof var fram till 2021 medlem i socialdemokratiska PvdA, som står i opposition till den regering han leder.